# Wildgatter Heissiwald

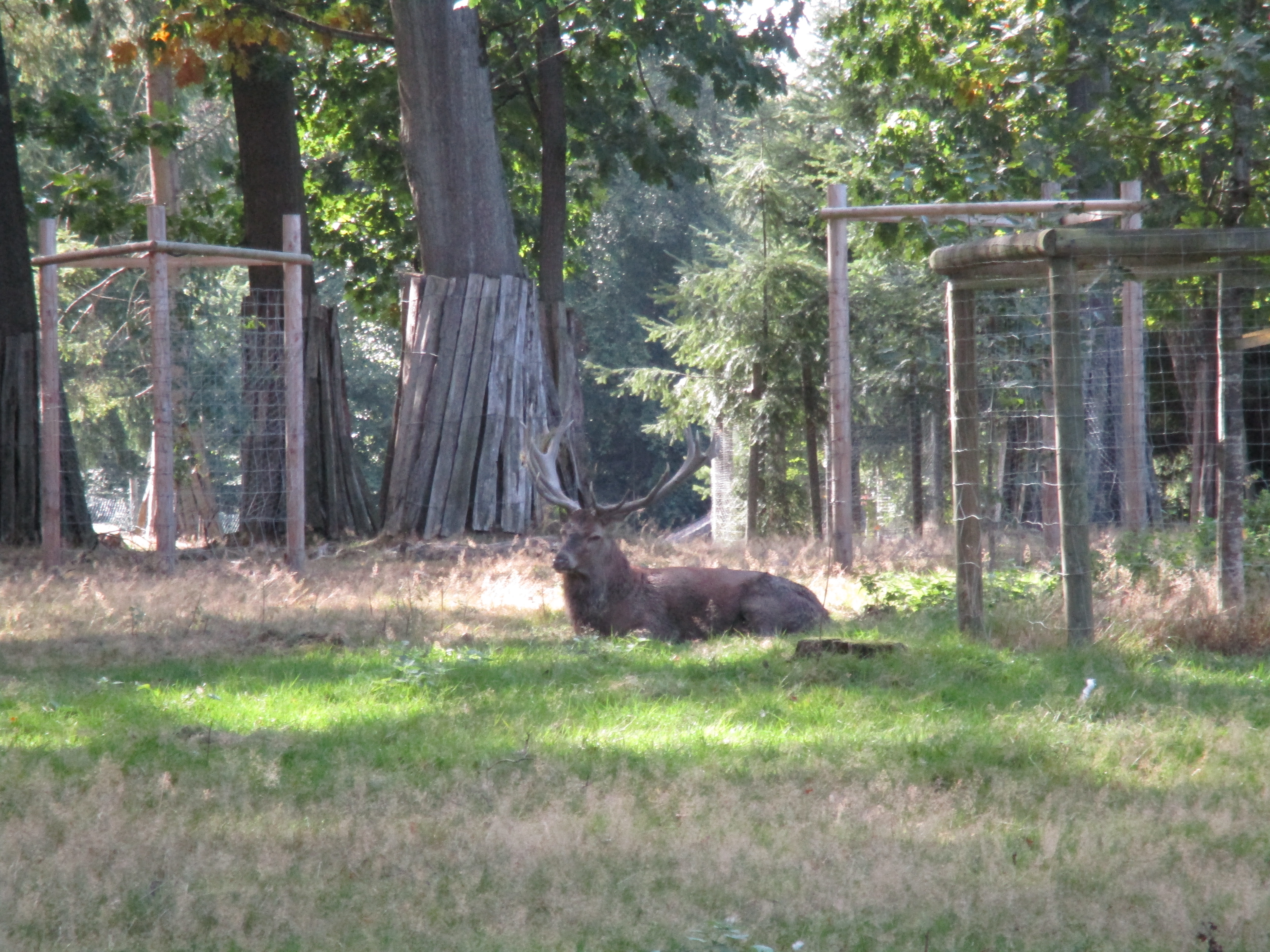
Hirsch im Wildgatter Heissiwald

Das Wildgatter Heissiwald ist ein sechs Hektar großer Wildpark im Stadtteil Bredeney im Süden der Stadt Essen.

## Anlage
Die Anlage, die sich im namensgebenden Heissiwald befindet, entstand 1964 mit einer Gruppe von sechs Tieren Damwild. 1982 gab es finanzielle Probleme, die durch eine Spende der Stadtsparkasse Essen überstanden wurden. Zusätzlich wurden vier Mufflons erworben. 1994 wurde ein Förderverein gegründet, deren Ehrenvorsitzende die Politikerin Antje Huber war.
Im Gehege, das auch von drei Aussichtsplattformen besichtigt werden kann, gibt es die vier Wildarten Schwarzwild, Muffelwild (Wildschafe), Rotwild und Damwild.
Die Anlage wird jährlich von etwa 40.000 Menschen besucht.